# Izatha peroneanella
Espèce
Synonymes
- Gelechia peroneanella Walker, 1864
- Gelechia adapertella Walker, 1864
- Cryptolechia lichenella Walker, 1864

Izatha peroneanella est un papillon de nuit de la famille des Oecophoridae. Il est endémique de Nouvelle-Zélande, où il se trouve dans toute l'île du Nord, à l'exception de la péninsule d'Aupouri.

## Description

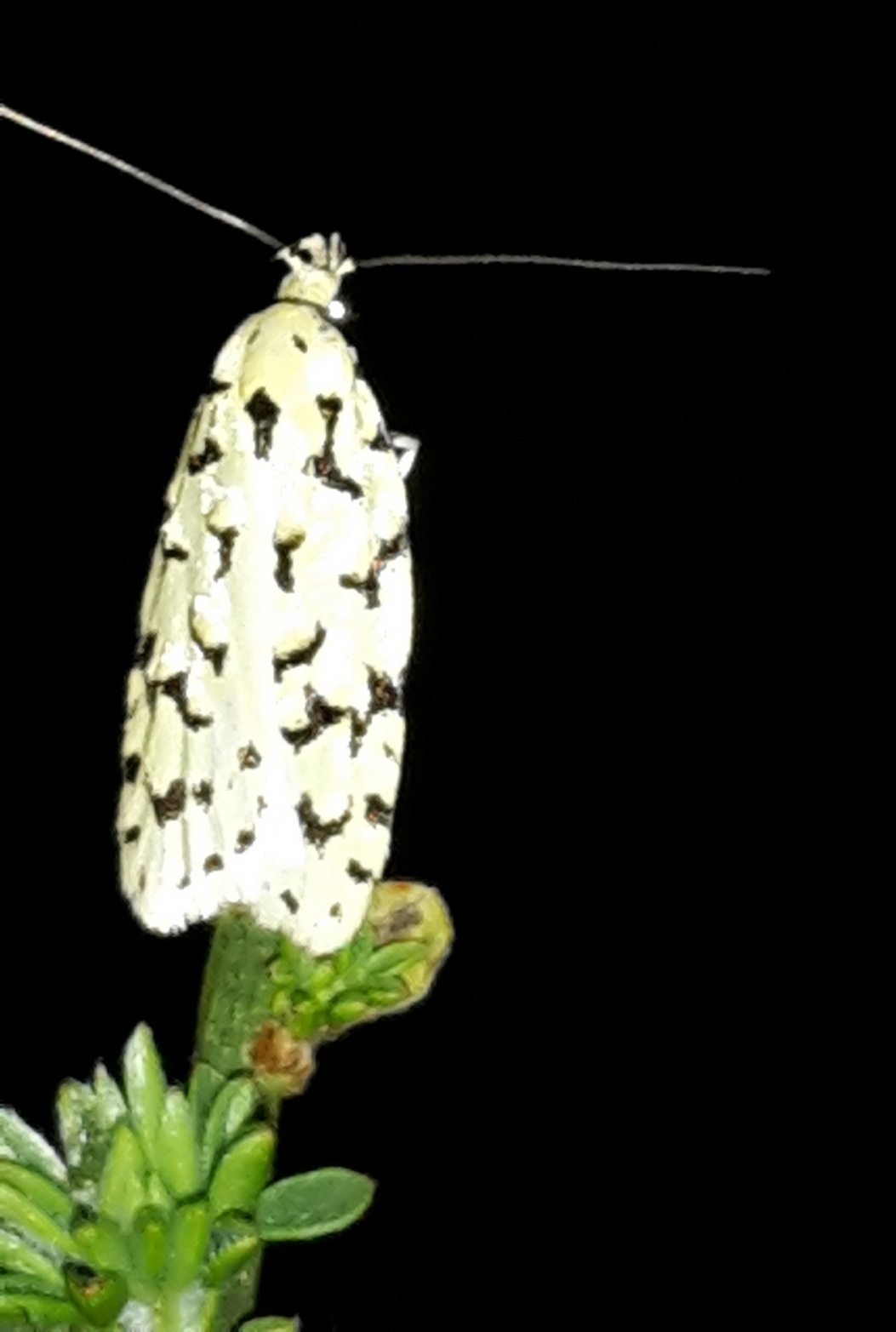
Variété à ailes blanches.

L'envergure de ses ailes est de 15 à 24,5 mm pour les mâles et 17 à 29,5 mm pour les femelles. Ces ailes antérieures sont vert pâle, avec des écailles noires relevées par taches qui camouflent bien l'insecte quand il est posé sur des lichens (homochromie). Leur coloration est variable, les ailes antérieures pouvant aussi être blanches, tandis qu'une autre forme a des touffes de couleur marron .

## Distribution
Cette espèce est endémique de la Nouvelle-Zélande. On l'a trouve dans l'île du Nord, sauf tout au nord, dans la péninsule d'Aupouri.

## Biologie et comportement
Les larves de cette espèce atteignent environ 16 mm de long et se nymphosent au début de novembre dans leur tunnel. Il y a une génération par an. Les adultes volent de septembre à début avril. Ils sont attirés par la lumière.

## Habitat et espèces hôtes
Cette espèce se trouve couramment près de la forêt indigène.
Des larves ont été signalées dans le bois mort d'angiospermes d'espèces variées, où elles creusent des tunnels. Elles préfèrent généralement les arbres morts sur pied au bois tombé sur le sol forestier. Les espèces concernées sont des Alseuosmia (en) (5 espèces endémiques de l'île du Nord), Carpodetus serratus (en), Coprosma grandifolia (en), Coriaria arborea, Fuchsia excorticata, des Nestegis, Pseudopanax arboreus (en), Rhipogonum scandens et des espèces de Sophora et de Wisteria.